# Ernest Cassutto

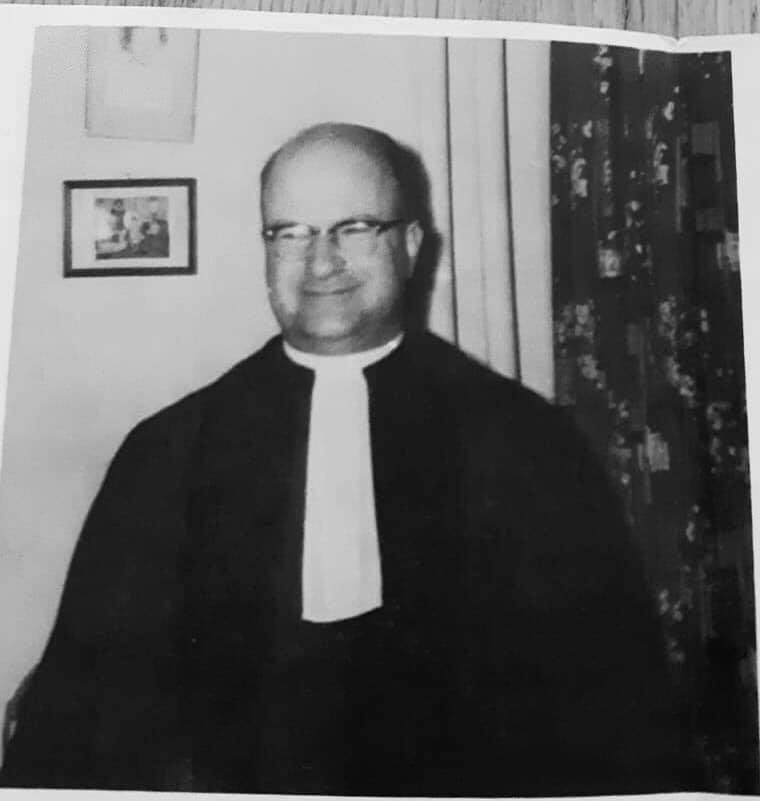
Ernest Cassutto in 1960

Ernest Henricus Cassutto (achternaam uitgesproken als 'cassoetto') (Probolinggo, 1 december 1919 – Baltimore, 18 maart 1985) was een Nederlandse predikant. Van Joodse komaf zijnde, had hij zich even in de twintig tijdens de Tweede Wereldoorlog tot het christendom bekeerd. Hij wist de oorlog te overleven en verbond zich na afloop daarvan aan de beweging van de Messiasbelijdende Joden. Begin jaren 50 emigreerde hij als Nederlands-hervormde dominee naar de Verenigde Staten, waar hij behalve als predikant ook als evangelist onder daar woonachtige Joden werkzaam was.

## Levensloop
Cassutto werd geboren in een Joods-Nederlands gezin dat in 1915 naar het toenmalige Nederlands-Indië (het huidige Indonesië) was verhuisd. Enige tijd na zijn geboorte verkaste het gezin naar het eveneens op Java gelegen Bandung, waar zijn vader als leraar Nederlands koloniaal recht een baan had weten te bemachtigen. In 1934 keerden de Cassutto's weer naar Nederland terug.
Ernest zat korte tijd in het leger voordat in mei 1940 Nederland door nazi-Duitsland onder de voet werd gelopen. Naarmate de oorlog vorderde, werd de toestand voor de Joden steeds benauwder, reden waarom hij in de zomer van 1942 samen met zijn Joodse verloofde Hetty Winkel besloot onder te duiken. Zij kregen hierbij hulp van de predikantenfamilie Kwint uit de Duinoordkerk in Den Haag. Als onderduiker was Cassutto niet altijd even voorzichtig. Zo zat hij in Rijnsburg bij de verzetsman Piet van Egmond ondergedoken. Terwijl Van Egmond met zijn vrouw een ommetje maakte besloot Cassutto vanuit het zolderraam een banjoconcert te geven voor de buurtkinderen. De fikse uitbrander van Van Egmond hielp niet. Een week later speelde Cassutto uitgebreid op het orgel met het raam open.

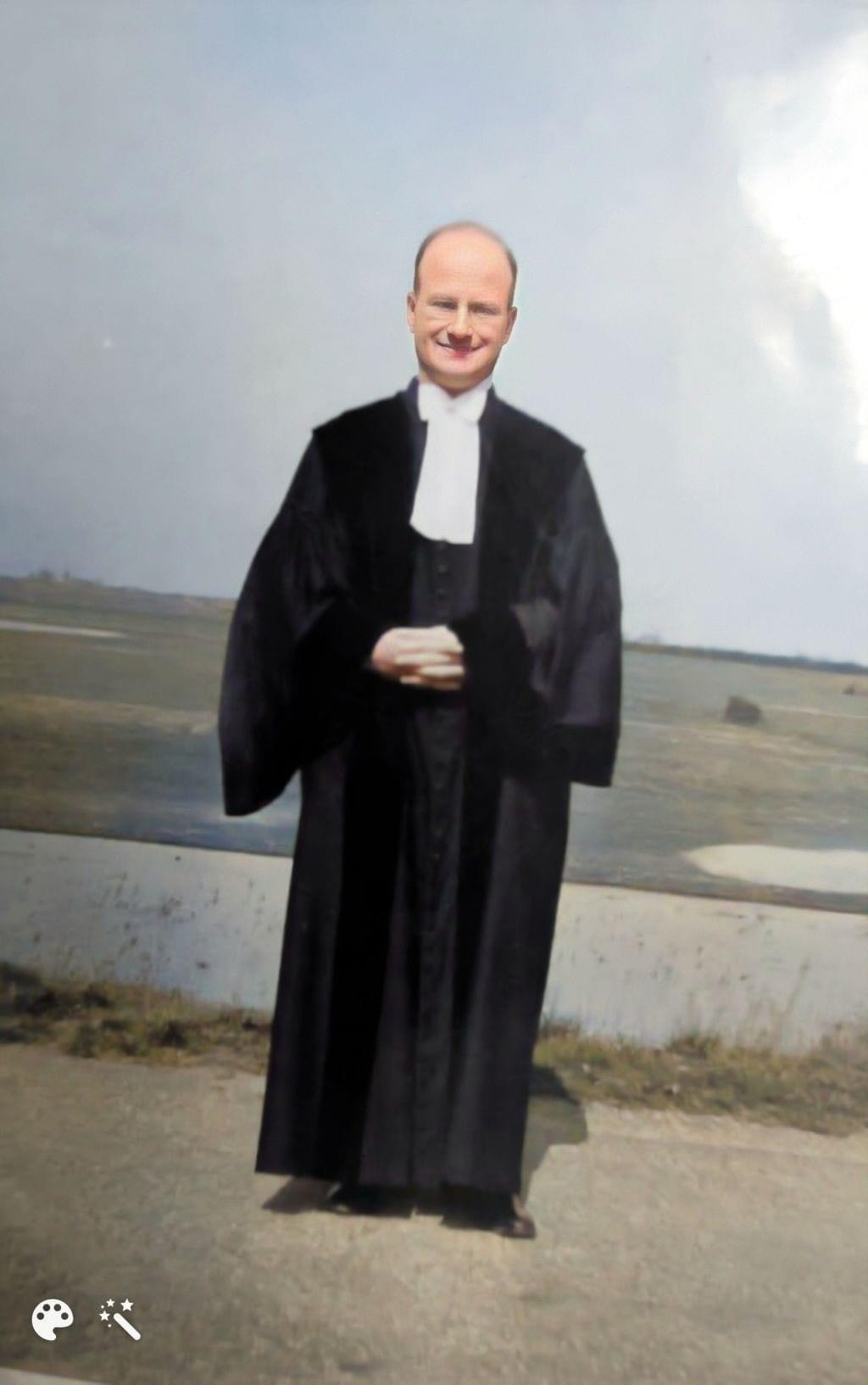
Cassutto in 1948

Cassutto en zijn verloofden verhuisden gescheiden van elkaar van onderduikadres naar onderduikadres, totdat in 1944 Ernest opgepakt werd en terechtkwam in de gevangenis van Rotterdam. Waarschijnlijk met hulp van het verzet miste hij het laatste transport van Joden naar Duitsland. Hierbij speelt waarschijnlijk ook een rol dat de Duitsers in verwarring waren geraakt omdat Cassutto aan het begin van de oorlog christen was geworden en hij in de gevangenis kerkdiensten voor de gevangenen mocht houden. Het hoofd van de gevangenis noemde hem 'De laatste Jood van Rotterdam'. Zijn verloofde werd ook opgepakt en overleefde de oorlog niet; zij kwam in januari 1944 om in het concentratiekamp Auschwitz.
Na de Tweede Wereldoorlog begon hij aan een studie theologie aan de Rijksuniversiteit Leiden. Na afloop van de studie werd hij in 1949 predikant in de Nederlandse Hervormde Kerk. Kort voor zijn aanstelling was hij getrouwd met Elly Rodrigues, evenals hij een christen geworden Jodin die hij in 1948 was tegengekomen op een jongerenbijeenkomst van Messiasbelijdende Joden in Amsterdam. In 1952 emigreerden zij naar de Verenigde Staten, alwaar hij een bijdrage leverde aan de messiaanse beweging onder Joden. In eerste instantie evangeliseerde hij in opdracht van de kerk onder de Joden in de staat New Jersey, later was hij namens de Presbyteriaanse Kerk van 1968 tot 1979 predikant van de Emmanuel Hebrew Christian Congregation in Baltimore (Maryland). Vanaf 1979 was hij met emeritaat.
In 1974 publiceerde Ernest Cassutto zijn levensverhaal in het boek  The Last Jew of Rotterdam. In 1985 overleed hij op 65-jarige leeftijd aan de ziekte van Alzheimer, een jaar nadat zijn echtgenote op 5 mei 1984 op 53-jarige leeftijd aan een hersentumor was gestorven.

## Werk
- De laatste Jood van Rotterdam, 2005, ISBN 90-6659-045-9, vertaling van een door zijn zoon Benjamin uitgevoerde herschrijving van The Last Jew of Rotterdam